# Greenville (condado de Orange, Nueva York)
Greenville es un pueblo ubicado en el condado de Orange en el estado estadounidense de Nueva York. En el año 2000 tenía una población de 3,800 habitantes y una densidad poblacional de 48.5 personas por km².

## Geografía
Greenville se encuentra ubicado en las coordenadas 41°22′17″N 74°35′12″O / 41.37139, -74.58667. Según la Oficina del Censo, la ciudad tiene un área total de 79,1 km² (30,5 mi²), de la cual 78,4 km² (30,3 mi²) es tierra y 0,7 km² (0,3 mi²) (0.85%) es agua.

## Demografía
Según la Oficina del Censo en 2000 los ingresos medios por hogar en la localidad eran de $60,260, y los ingresos medios por familia eran $65,257. Los hombres tenían unos ingresos medios de $45,847 frente a los $28,672 para las mujeres. La renta per cápita para la localidad era de $23,090. Alrededor del 4.3% de la población estaban por debajo del umbral de pobreza.